# A Cowboy Damon and Pythias
A Cowboy Damon and Pythias è un cortometraggio muto del 1912. Il nome del regista non viene riportato nei credit del film che ha tra i suoi interpreti Bob Burns, un attore ai primi passi nel mondo del cinema e che avrebbe preso parte, nella sua carriera, a oltre quattrocento film.

## Produzione
Il film fu prodotto dalla Vitagraph Company of America.

## Distribuzione
Distribuito dalla General Film Company, il film - un cortometraggio in una bobina - uscì nelle sale cinematografiche statunitensi il 24 febbraio 1912.